# Poker en 1998
Cet article résume les événements liés au monde du poker en 1998.

## Tournois majeurs

### World Series of Poker 1998
Scotty Nguyen remporte le Main Event.

### Australian Poker Championships 1998
Il s'agit de la première édition des Aussie Millions. Alex Horowitz remporte le Main Event, disputé en Limit Hold'em.

## Divers
Planet Poker devient la première salle de poker en ligne à proposer des tables en argent réel,.

## Décès
- 22 novembre : Stu Ungar (né le 8 septembre 1953)